# Aktorische Kaution
Die aktorische Kaution oder Prozesskostensicherheit ist eine Sicherheitsleistung für Prozesskosten. Sie wird in vielen Ländern angewandt oder ist im Zivilprozessrecht vorgesehen, um den Beklagten vor einer willkürlichen Prozessführung durch den (ausländischen) Kläger zu schützen. Für einen Beklagten kann in einem Gerichtsverfahren das Risiko bestehen, dass es ihm, selbst wenn die Klage abgewiesen und der Kläger zur Kostenübernahme verurteilt wird, unmöglich sein wird, die Kostenentscheidung im Ausland durchzusetzen. Das inländische Gericht kann daher in verschiedenen Ländern unter bestimmten Umständen den Kläger verpflichten, vorab eine Sicherheitsleistung für Prozesskosten zu erbringen. Diese Sicherheitsleistung erfolgt üblicherweise durch die Zahlung einer Geldsumme an das Gericht.

## Herleitung des Namens
Aktorische Kaution = Sicherheitsleistung (Kaution) des Klägers (lat.: actor). Bereits im Römischen Recht sind mehrere Formen der Prozesskostensicherheitsleistung, sowohl für den Kläger, den Beklagten als auch Prozessvertreter und Ausnahmen davon geregelt.

## Abkommen über den Europäischen Wirtschaftsraum und EU-Recht
Die aktorische Kaution ist grundsätzlich geeignet, eine unmittelbare oder mittelbare Diskriminierung im Sinne des Art. 4 Abkommens über den Europäischen Wirtschaftsraum (EWR-Abkommen) bzw. Art. 18 AEUV darzustellen. In der Rs Data Delecta hat der EuGH bereits deutlich hinsichtlich einer Prozesskostensicherheitsleistung Stellung genommen. In diesem Fall hat der EuGH klar festgehalten, dass „derartige Rechtsvorschriften (...) nämlich weder zu einer Diskriminierung von Personen führen, denen das Gemeinschaftsrecht einen Anspruch auf Gleichbehandlung verleiht, noch die von der Gemeinschaft garantierten Grundfreiheiten beschränken“ dürfen und kam zum Ergebnis, dass die nationale Regelung über die Leistung von Prozesskostensicherheit dem allgemeinen Diskriminierungsverbot unterliegt, „wenn auch nur mittelbar – Auswirkungen auf den innergemeinschaftlichen Austausch von Gütern und Dienstleistungen“ gegeben sind.
Daraus kann gefolgert werden, dass eine direkte mittelbare oder unmittelbare Diskriminierung grundsätzlich mit Art. 18 AEUV unvereinbar ist,
- wenn einem Staatsangehörigen aus einem anderen Mitgliedstaat,
- der dort kein Vermögen und keinen Wohnsitz hat, bei einer Klage vor einem Zivilgericht eine Prozesskostensicherheit auferlegt wird,
- während dies den eigenen Staatsangehörigen dieses Mitgliedstaates nicht abverlangt wird,
- sofern dafür kein sachlicher Rechtfertigungsgrund vorliegt[5] und
- dadurch der innergemeinschaftliche Austausch von Gütern oder Waren auch nur mittelbar behindert wird.

Da Art. 4 EWR-Abkommen wortgleich mit dem Art. 18 AEUV ausgestaltet ist und auch die Zielsetzungen der Verträge in diesen Bereichen die gleichen sind, ist von einer grundsätzlichen Gültigkeit dieser Ansicht des EuGH auch für das EWR-Abkommen im weiteren auszugehen. Insbesondere auch im Hinblick auf die Entscheidungen des EFTA-Gerichtshofs zum Diskriminierungsverbot wird diese Sichtweise unterstützt.
Eine Diskriminierung kann gerechtfertigt sein (zum Beispiel nach Art. 13 EWRA oder Art. 36 AEUV). Nicht jede sachliche Rechtfertigung ist dabei aber automatisch gerechtfertigt, sondern es muss dazu eine Interessens- und Güterabwägung stattfinden (im Sinne des Willkürverbots, Verhältnismäßigkeit, Gleichbehandlungsgebots etc.).
Das Ergebnis der Güter- und Interessensabwägung über eine unterschiedliche Behandlung von Staatsangehörigen und Nichtstaatsangehörigen in der gleichen Sache ist dann sachlich gerechtfertigt, wenn „sie (die unterschiedliche Behandlung) auf objektiven, von der Staatsangehörigkeit der Betroffenen unabhängigen Erwägungen beruhte und in einem angemessenen Verhältnis zu einem legitimen Zweck stünde, der mit den nationalen Rechtsvorschriften verfolgt wird“.
Anders ausgedrückt: eine Diskriminierung ist nur dann gerechtfertigt, wenn sie auf objektiven, vom Kriterium der Staatsangehörigkeit unabhängigen, Erwägungen beruht und im Hinblick auf einen legitimen Zweck verhältnismäßig ist.

## Deutschland
Die Prozesskostensicherheitsleistung ist in der deutschen Zivilprozessordnung unter § 110 ZPO zu finden. Nach
§ 110 Abs 1 ZPO kann von einem Kläger, der seinen gewöhnlichen Aufenthalt nicht in einem Mitgliedstaat der Europäischen Union oder einem Vertragsstaat des Abkommens über den Europäischen Wirtschaftsraum (EWR) hat, auf Antrag des Beklagten eine Prozesskostensicherheit verlangt werden. § 110 Abs. 2 ZPO sieht dazu weitere Ausnahmen vor.
Die Regelung in § 110 ZPO (a. F.) musste u. a. aufgrund des Urteils des Europäischen Gerichtshofes vom 1. Juli 1993 in der Rechtssache C-20/92 (Hubbard, Slg. 1993, I-3777) abgeändert werden.
§ 116 Nr. 2 ZPO gilt grundsätzlich nicht für ausländische juristische Personen. Für natürliche und juristische Personen aus EU-Mitgliedstaaten und dem EWR gelten gemäß Richtlinie EG/2003/8 die §§ 1076 bis 1078 ZPO. Daher können EWR-Bürger und Unionsbürger grundsätzlich wie Inländer Prozesskostenhilfe in Deutschland erlangen.

## Österreich
Die österreichische Zivilprozessordnung (öZPO) stammt in den Kernelementen aus dem Jahr 1895.
Die aktorische Kaution war und ist erheblicher wissenschaftlicher Kritik ausgesetzt. So hat Gustav Walker vor über 100 Jahren bereits festgestellt, dass die Prozesskostensicherheitsleistung ein

„Institut, auf dem der Rost mehrerer Jahrhunderte liegt und das sich seltsam genug unter dem modernen glänzenden Rüstzeug des neuen (österreichischen) Zivilprozessrechts ausnimmt“

ist. Dieser Ausspruch wurde 2 Jahre nach dem Inkrafttreten der österreichischen Zivilprozessordnung 1895 getätigt und soll bis heute nichts an Aktualität verloren haben.
In Österreich wird an der aktorischen Kaution als Deckungsfonds zur Durchsetzung eines gegen die Antragsteller erwirkten Kostenersatzes gleichwohl festgehalten. Durch die aktorische Kaution nach § 57 Abs 1 öZPO soll der Schutz des Beklagten vor missbräuchlicher oder kostenverursachender Rechtsanmaßung durch nicht privilegierte Ausländer (SZ 70/86 = ZfRV 1997, 167; ÖBA 1996, 719; SZ 67/237) gewährleistet werden.
Art 57 Abs 1 öZPO bestimmt daher, wenn „Ausländer vor einem im Geltungsgebiete dieses Gesetzes gelegenen Gerichte als Kläger auftreten, haben sie dem Beklagten auf dessen Verlangen für die Processkosten Sicherheit zu leisten, sofern nicht durch Staatsverträge etwas anderes festgesetzt ist“. Durch die Vielzahl der internationalen Abkommen (Staatsverträge), die Österreich abgeschlossen hat und einige Ausnahmebestimmungen (zum Beispiel in Eherechtssachen, gegenüber Flüchtlingen, in Mandats- und Wechselverfahren etc.) ist die Anwendungsbreite dieser Bestimmung wie in Deutschland stark eingeschränkt.
Durch die Mitgliedschaft in der Europäischen Union und die vielfältigen gemeinschaftsrechtlichen Abkommen und Rechtsakte finden, wie in Deutschland, die Bestimmungen über die aktorische Kaution i. d. R. keine Anwendung gegenüber Unionsbürgern beziehungsweise EWR-Bürgern.

## Liechtenstein
In Liechtenstein gilt eine Zivilprozessordnung (FL-ZPO), die sich in den wesentlichsten Bereichen und teilweise wörtlich mit der österreichischen Zivilprozessordnung (öZPO) deckt. Im Gegensatz zu Österreich hat Liechtenstein bislang kaum bilaterale internationale Verträge bezüglich der Möglichkeit der Vollstreckung von Prozesskosten im Ausland abgeschlossen und bestehen auch aus dem EWR-Recht keine einschlägigen (vertragliche) Verpflichtungen oder Abkommen. Daraus resultierte in der Praxis, dass fast alle ausländischen Kläger, die in Liechtenstein Rechtsschutz gesucht haben, auf Verlangen des Beklagten eine Prozesskostensicherheit leisten mussten.
Eine Befreiung von der Leistung der Prozesskostensicherheit ist zudem für juristische Personen und Stiftungen im Rahmen der Verfahrenshilfe ausdrücklich nicht vorgesehen.
Die Artikel 56 bis 62 fl-ZPO (aktorische Kaution) wurde in Liechtenstein mit der Entscheidung des Staatsgerichtshofes (StGH 2006/94, Entscheidung vom 30. Juni 2008) aufgehoben. Der Staatsgerichtshof hat in diesem Urteil seine langjährige Rechtsprechung zur Zulässigkeit der Prozesskostensicherheit aufgegeben und die aktorische Kaution als EWR-widrig qualifiziert, da durch diese Prozesskostensicherheitsleistung EWR-Bürger direkt und indirekt diskriminiert wurden und diese Regelungen mit dem EWR-Abkommen nicht vereinbar sind (Liechtenstein ist seit dem 1. Mai 1995 Mitglied im EWR). Auslösend für die Änderung der Rechtsprechung des Staatsgerichtshofes war eine Abhandlung und Kritik von Anton Schäfer und die Rechtsprechung und Kritik des EFTA-Gerichtshofes und die darauf aufbauenden Beschlüsse des zweiten Senates des liechtensteinischen Obergerichts, von der ständigen Rechtsprechung des Staatsgerichtshofes abzuweichen.
Durch LGBl 206/2009 wurden die Bestimmungen über die aktorische Kaution im Fürstentum Liechtenstein in etwas abgeänderter Fassung wieder in die Zivilprozessordnung implementiert (Art 56 bis 62 fl-ZPO, in Kraft treten zum 14. Juli 2009 – Der Landtag hat dieses Gesetz als dringlich erklärt und die neuerliche Inkraftsetzung findet auch auf laufende Verfahren und auf Verfahrensschritte Anwendung, die nach seinem Inkrafttreten gesetzt werden).
Die aktorische Kaution ist seither wieder auf alle Personen anzuwenden, welche im Fürstentum Liechtenstein vor Gericht Rechtsschutz verlangen und keinen Wohnsitz bzw. ausreichendes Vermögen in Liechtenstein nachweisen können.